# Spanische Mannschaftsmeisterschaft im Schach 1960
Die spanische Mannschaftsmeisterschaft im Schach 1960 war die vierte Austragung dieses Wettbewerbs, der erstmals an vier Brettern ausgespielt wurde. Am Start waren acht Mannschaften, nämlich zwei Madrider Vereine (der Titelverteidiger Real Madrid und CA Chardenet Madrid), vier Teams aus Barcelona (CA Español Barcelona, CA Barcelona, CLA Ruy López Barcelona und CA Paluzie Barcelona) sowie AA Aragonesa Zaragoza S.d.A. und CM Málaga. Meister wurde die Mannschaft von CA Chardenet Madrid, die den punktgleichen Titelverteidiger Real Madrid durch die besseren Mannschaftspunkte auf den zweiten Platz verwies.

## Modus
Die acht teilnehmenden Mannschaften spielten ein einfaches Rundenturnier an vier Brettern. Über die Platzierung entschied zunächst die Anzahl der Brettpunkte (ein Punkt für einen Sieg, ein halber Punkt für ein Remis, kein Punkt für eine Niederlage), anschließend die Anzahl der Mannschaftspunkte (zwei Punkte für einen Sieg, ein Punkt für ein Unentschieden, kein Punkt für eine Niederlage).

## Termine und Spielort
Das Turnier wurde vom 21. bis 28. September in der Sporthalle des CF Barcelona (Gimnasio de las Secciones Deportivas del CF Barcelona) ausgetragen.

## Abschlusstabelle
| Pl. | Verein                       | Sp | G | U | V | Brett-P.  | Mannsch.-P. |
| --- | ---------------------------- | -- | - | - | - | --------- | ----------- |
| 01. | CA Chardenet Madrid          | 7  | 5 | 1 | 1 | 18,5:9,5  | 11:3        |
| 02. | Real Madrid (M)              | 7  | 4 | 2 | 1 | 18,5:9,5  | 10:4        |
| 03. | CA Barcelona                 | 7  | 3 | 3 | 1 | 17,5:10,5 | 9:5         |
| 04. | CA Español Barcelona         | 7  | 3 | 2 | 2 | 17,5:10,5 | 8:6         |
| 05. | CLA Ruy López Barcelona      | 7  | 3 | 2 | 2 | 13,5:14,5 | 8:6         |
| 06. | CA Paluzie Barcelona         | 7  | 2 | 0 | 5 | 12,0:16,0 | 4:10        |
| 07. | AA Aragonesa Zaragoza S.d.A. | 7  | 2 | 1 | 4 | 10,5:17,5 | 5:9         |
| 08. | CM Málaga                    | 7  | 0 | 1 | 6 | 4,0:24,0  | 1:13        |

## Entscheidungen
|     | Spanischer Meister: CA Chardenet Madrid |
| (M) | Titelverteidiger                        |

## Kreuztabelle
| Ergebnisse | Ergebnisse                   | 01. | 02. | 03. | 04. | 05. | 06. | 07. | 08. |
| ---------- | ---------------------------- | --- | --- | --- | --- | --- | --- | --- | --- |
| 01.        | CA Chardenet Madrid          |     | ½   | 2   | 2½  | 4   | 2½  | 4   | 3   |
| 02.        | Real Madrid                  | 3½  |     | 2   | 2½  | 1½  | 3   | 2   | 4   |
| 03.        | CA Barcelona                 | 2   | 2   |     | 2   | 2½  | 1½  | 3½  | 4   |
| 04.        | CA Español Barcelona         | 1½  | 1½  | 2   |     | 2   | 3   | 3½  | 4   |
| 05.        | CLA Ruy López Barcelona      | 0   | 2½  | 1½  | 2   |     | 3   | 2½  | 2   |
| 06.        | CA Paluzie Barcelona         | 1½  | 1   | 2½  | 1   | 1   |     | 1½  | 3½  |
| 07.        | AA Aragonesa Zaragoza S.d.A. | 0   | 2   | ½   | ½   | 1½  | 2½  |     | 3½  |
| 08.        | CM Málaga                    | 1   | 0   | 0   | 0   | 2   | ½   | ½   |     |

## Die Meistermannschaft
| 1.            | CA Chardenet Madrid                                                                           |
| Schachfiguren | Román Torán Albero, Miquel Farré i Mallofré, Eduardo Pérez Gonsalves, Pablo Morán Santamaría. |